# سرفاریاب
سرفاریاب(در زبان لری=سرپاریو) شهری در بخش سرفاریاب شهرستان چرام استان کهگیلویه وبویراحمد ایران است.این شهر به عنوان مرکز بخش سرفاریاب در قلب جغرافیایی استان قرار گرفته و فاصله آن از شهر دهدشت ۳۰کیلومتر و از شهر یاسوج ۱۳۰کیلومتر می باشداین شهر به دلیل آب و هوای بسیار دل انگیز، یکی از قطب های گردشگری استان کهگیلویه و بویراحمد است.
تنگ پیرزال،بارگاه امامزاده علی، تنگه زیبای شرابگروه،بارگاه امامزاده حمزه، چشمه آب حیات، جوخانه ،غار نزل،آبشار های تنگ سادات ،منطقه ی زیبای دلی خلیفه ای(دلی ساورز)، قلعه حاج مختار دولتخواه ،روستای باستانی دلیاسر،جنگلهای زیبای بلوط طبیعت بکر و کوه های ساورز و نیر و زرد ، از جمله مناطق گردشگری این شهر است.
شغل اکثر مردم کشاورزی بوده وشهری کوه پایه نشین وکمی شیب دار میباشد ،که اطراف آن را جنگل های بلوط احاطه کرده ودر فصل بهار دارای دشت های لاله وبابونه وگل های رنگارنگ دیگریست که زیبایی سرفاریاب را چندین برابر میکند .

## جمعیت
بر پایه سرشماری عمومی نفوس و مسکن در سال ۱۳۹۰ جمعیت این شهر ۲۷۵۲ نفر (در ۵۸۰ خانوار) بوده است. مردم این شهر لُرتبار هستند.